# Петруца Кюпер
Петруца Сесилия Кюпер (на румънски: Petruța Cecilia Küpper, родена на 11 май 1981 г. в Сибиу, Румъния) е румънска панфлейтистка и композиторка.
Кюпер учи социология и етнология в университета „Лучиан Блага“ в Сибиу, както и панфлейта в Националния музикален университет в Букурещ при Георге Замфир. Тя също участва с него на концерти. Работила е като учител по музика в Румъния в начални и средни училища, както и в гимназия. През 2008 г. се премества в Германия, където първоначално живее в Оснабрюк в продължение на няколко години. През 2009 г. заема трето място с музиката си в шоуто за таланти Das Supertalent. През януари 2010 г. излиза нейният албум Panträume. На наградите Echo Awards 2010 тя е номинирана в категорията „Новачка на годината“ (национална). През 2011 г. участва в създаването на албума Tabaluga und die Zeichen der Zeit на Peter Maffay със своята панфлейта. През 2018 г. излиза вторият ѝ албум Blue Love · Welthits auf der Panflöte. През 2019 г. завършва дипломата си за музикален композитор и звуков инженер в Германската поп академия в Мюнхен. По време на пандемията от COVID-19 Кюпер издава първата си композиция Die Liebe in Zeiten von Corona.
Петруца Кюпер е омъжена за Йенс Кюпер от 2006 до 2022 г. От този брак има дъщеря, родена през 2007 г., и син, роден през 2012 г. Живее в Мюнхен. Работи там като учителка по музика и преподавателка.

## Дискография
- 2010: Panträume (Sony Music)
- 2011: Tabaluga and the Signs of the Times (Sony Music)
- 2018: Blue Love · Welthits auf der Panflöte (Telamo)
- 2020: Die Liebe in Zeiten von Corona (EP)